# Олинфская война (382—379 до н. э.)
Олинфская война 382—379 до н. э. — война Спарты, Македонии и их союзников против полисов Халкидского союза, возглавляемого Олинфом.
Причинами были, во-первых, усиление Халкидского союза во главе с Олинфом, что создавало угрозу для Македонии, а во-вторых, стремление Спарты установить своё господство в Северной Греции.

## Македоно-олинфский конфликт
В 393/392 до н. э. в Македонию вторглись иллирийцы, разгромившие Аминту III и прогнавшие его из страны. Пытаясь заручиться помощью Олинфа, Аминта передал этому полису часть пограничной территории. Однако, нет сведений, что Олинф оказал свергнутому царю какую-либо помощь. Как полагают, Аминта бежал из Македонии в Фессалию, где у него были сторонники, которые вскоре помогли ему вернуться на престол.
Через некоторое время (вероятно, ок. 391 до н. э.) между Македонией и Халкидским союзом был заключён договор на 50 лет. Часть текста этого договора была найдена на камне в Олинфе. Там идёт речь о военном союзе, и устанавливаются правила экспорта леса, стратегического сырья, вывоз которого до этого находился под контролем Македонии. Отныне халкидянам разрешалось свободно вывозить смолу и древесину для постройки кораблей. Только для экспорта ели нужно было получать разрешение царя и уплачивать пошлины. В политической части договора стороны условились не заключать, кроме как по общему согласию, договоров о дружбе с Амфиполем, Аканфом, Мендой и Боттиеей.
Основные пункты договора были в интересах Олинфа, который помимо неслыханных торговых привилегий добился изоляции своих соперников в регионе. Следующие несколько лет экономические и политические позиции Халкидского союза продолжали усиливаться, тогда как Македония оставалась весьма уязвимой.
В середине 380-х гг. до н. э. иллирийцы вновь усилили натиск на соседей: в 385/384 до н. э. по наущению сиракузского тирана Дионисия Старшего они напали на Эпирское царство, чтобы восстановить на троне изгнанного царя Алкета. В битве погибли около 15 тыс. молоссов, и тогда спартанцы направили в Эпир войско, чтобы изгнать варваров.
На основании рассказа Диодора предполагается, что иллирийцы в 383/382 до н. э. совершили новое вторжение в Македонию, и это побудило царя Аминту пойти на дополнительные уступки халкидянам. Однако, более вероятно, что Диодор просто продублировал сообщение о вторжении 393/392 до н. э.
Тем не менее, Македония все ещё была ослаблена, и когда Аминта попросил вернуть уступленные халкидянам земли, то получил отказ. Более того, по сообщению Ксенофонта, Олинф продолжил экспансию, «овладев множеством других македонских городов, включая даже Пеллу, крупнейший город в Македонии». Владения Аминты в результате сократились, как полагают, до границ родовых владений Аргеадов — района Пиерии вокруг Эг.

## Посольства в Спарту
Аминта решил обратиться за помощью к сильнейшей греческой державе — Спарте, у которой после заключения Анталкидова мира были развязаны руки для активных действий в Греции. С просьбами о помощи против Олинфа к Спарте обратились и города Аполлония и Аканф, которых олинфяне принуждали к вступлению в Халкидский союз. Послы этих городов более всего упирали на то, что Олинф ведёт переговоры с врагами лакедемонян — афинянами и фиванцами, и если не принять меры, то вскоре спартанцы могут столкнуться с мощной коалицией.

## Начало войны
Спартанцы приняли решение снарядить против Халкидского союза 10-тыс. армию. Так как на её сборы требовалось время, весной 382 до н. э. в Халкидику был послан 2-тыс. отряд из неодамодов и периеков под командованием Эвдамида. Прибыв на место, Эвдамид поставил гарнизоны в города, которые просили об этом, занял Потидею, недавно включенную в состав Халкидского союза, и устроил там свою базу. Для наступательных действий войск у него было мало, поэтому спартанский командир ограничился обороной владений союзников.
Фиванцы не осмелились выступить против Спарты, но заняли враждебную позицию, запретив своим гражданам участвовать в походе на Олинф.
Летом 382 до н. э. спартанцы отправили Эвдамиду подкрепление под командованием его брата Фебида. Тот, проходя мимо Фив, поддержал олигархический переворот, приведший к власти в городе проспартанскую партию. В фиванский акрополь — Кадмею — был введён спартанский гарнизон.
Затем спартанцы направили в Халкидику остальную часть армии во главе с гармостом Телевтием, братом царя Агесилая II. К этой армии присоединились контингенты союзных городов, Фивы также выставили гоплитов и конницу.

## Первое сражение под Олинфом
Прибыв в Халкидику в конце лета 382 до н. э., Телевтий соединился с небольшим македонским войском, которое смог набрать Аминта, а также с отборным отрядом из 400 всадников, которых привёл Дерда II, правитель Элимиотиды в Западной Македонии. Объединённые силы спартанцев и их союзников превышали 10 тысяч человек. Выступив с этими силами к Олинфу, Телевтий нанес поражение халкидянам под стенами города, после чего опустошил прилегающую местность. В сражении особенно отличилась конница Дерды, чья атака, собственно, и решила исход битвы. Олинфская пехота, впрочем, не понесла значительных потерь, так как своевременно укрылась за городскими стенами.
Сами олинфяне совершали успешные набеги на союзные спартанцам города, пока Дерда весной 381 до н. э. не разгромил конный отряд, вторгшийся на земли Аполлонии.

## Второе сражение под Олинфом
В мае 381 до н. э. Телевтий снова подошёл к Олинфу. Олинфская конница переправилась через реку, протекавшую возле города, чтобы скрытно подобраться к спартанским порядкам, но была замечена, и Телевтий приказал начальнику пельтастов Тлеполиду атаковать всадников. Те в бой вступать не стали, и ушли обратно через реку, а когда бросившиеся в погоню пельтасты форсировали реку и вышли на берег, конница развернулась и атаковала не успевших построиться для боя пехотинцев. Тлеполид и сотня его воинов были убиты.
Телевтий, по словам Ксенофонта, пришёл в ярость и приказал войскам преследовать противника до самых городских стен. Это было ошибкой, так как спартанцы, слишком близко подошедшие к стенам, были осыпаны градом камней и прочих метательных снарядов, и вынуждены в беспорядке отходить из зоны обстрела. Их замешательством воспользовались олинфяне, сделав вылазку всеми силами. Телевтий погиб в бою, а его войско поголовно обратилось в бегство и укрылось в союзных городах.

Неприятель преследовал их по всем направлениям и перебил массу народа, причём погиб весь цвет войска.— Ксенофонт. Греческая история, V, 3, 6.
По словам Диодора, потери спартанцев превысили 1200 человек.

## Окончание войны
Спартанцы снарядили новое войско во главе с царем Агесиполидом. Тот подошёл к Олинфу, но так как противник на этот раз на бой не вышел, спартанцы занялись опустошением местности. Была взята союзная олинфянам Торона. Летом 380 до н. э. Агесиполид умер от лихорадки, и ему на смену был прислан гармост Полибиад. Он блокировал Олинф и измором принудил город к капитуляции (осень 379 до н. э.)
Халкидский союз был распущен, Олинф становился сателлитом Спарты, Македонии возвращались земли, как уступленные олинфянам, так и захваченные ими.

## Итоги
Разгром Халкидского союза и подчинение Фив значительно укрепили спартанскую гегемонию, пошатнувшуюся в ходе Коринфской войны. Однако получилось так, что эта победа стала для Спарты последней. Грубая и циничная политика спартанцев, ни во что не ставивших интересы других государств, вызвала ответную реакцию, и последней каплей, переполнившей чашу терпения греков, был ввод спартанского гарнизона в Кадмею.
Спартанцы ликвидировали Халкидский союз на основании положений Анталкидова мира, утверждавшего независимость отдельных полисов и запрещавшего гегемонистские союзы. Они рассчитывали, что политически раздробленная Греция не сможет выйти из под их влияния. Однако в соответствии с этим договором роспуску подлежал и руководимый Спартой Пелопоннесский союз, тем не менее, спартанцам и в голову не приходило, что кто-нибудь может всерьёз этого потребовать.
Но уже в следующем году в Фивах произошёл демократический переворот, а афиняне начали формирование антиспартанского союза, конституция которого соответствовала условиям Царского мира. Дни спартанской гегемонии были сочтены.